# Das Not Compute
Das Not Compute är Division of Laura Lees andra studioalbum, utgivet 2004.

## Låtlista
Alla låtar är skrivna av Division of Laura Lee.
1. "Does Compute" - 2:42
2. "We Are Numbers" - 3:45
3. "Endless Factories" - 3:42
4. "Breathe Breathe" - 3:47
5. "Dirty Love" - 3:12
6. "Loveless" - 5:48
7. "To the Other Side" - 3:27
8. "Sneaking Up on Mr. Prez" - 3:07
9. "Q2" - 2:34
10. "All Streets End" - 2:32
11. "There's a Last Time for Everything" - 8:47

## Mottagande
Skivan fick blandande recensioner när den kom ut och snittar på 3,8/5 på Kritiker.se. Allmusic gav skivan 3/5.